# Jack Szostak
Jack W. Szostak, född 9 november 1952 i London, är en kanadensisk-amerikansk biolog. Han tilldelades 2009 Nobelpriset i fysiologi eller medicin tillsammans med Elizabeth Blackburn och Carol Greider för upptäckten av hur kromosomerna skyddas av telomerer och enzymet telomeras.
Szostak växte upp i Kanada och avlade kandidatexamen (Bachelor of Science) i cellbiologi vid McGill University och därefter doktorsexamen (Doctor of Philosophy) i biokemi vid Cornell University. Han är verksam vid Harvard Medical School som professor i genetik.
Bland hans forskningsinsatser inom genetiken finns skapandet av den första artificiella jästkromosomen och att kartlägga funktionen hos telomerer. Hans forskargrupp bedriver också forskning kring livets uppkomst.
Szostak är ledamot av The National Academy of Sciences och American Academy of Arts and Sciences. Han tilldelades Albert Lasker Award for Basic Medical Research 2006, tillsammans med Blackburn och Greider, som han 2009 delade Nobelpriset med.